# Sekirca v med
Sekirca v med je slovenska komična serija, ki je bila predvajana na POP TV-ju od avgusta 2021 do junija 2022. Uvodno špico serije izvaja skupina Polkaholiki.

## Vsebina
Glavna lika serije sta zakonca Majda in Janko Hribar, ki ju igrata Mojca Funkl in Jožef Ropoša. Družini z dobitno kombinacijo pade sekira v med in postanejo milijonarji.

## Sezone
| Sezona | Sezona | Epizode | Začetek         | Konec             |
| ------ | ------ | ------- | --------------- | ----------------- |
|        | 1      | 75      | 30. avgust 2021 | 20. december 2021 |
|        | 2      | 75      | 17. januar 2022 | 3. junij 2022     |

## Liki
| Igralec/-ka               | Vloga                                        | Sezone |
| ------------------------- | -------------------------------------------- | ------ |
| Družina Hribar            |                                              |        |
| Jožef Ropoša              | Janko Hribar, čebelar                        | 1-2    |
| Mojca Funkl               | Majda Hribar, Jankova žena                   | 1-2    |
| Mila Peršin               | Špela Hribar, njuna hči, vplivnica           | 1-2    |
| Lea Cok                   | Anja Hribar, njuna hči, študentka filozofije | 1-2    |
| Luka Bokšan               | Luka Hribar, njun sin                        | 1-2    |
| Družina Paulitsch         |                                              |        |
| Jožica Avbelj             | Rozika Paulitsch, soseda Hribarjevih         | 1-2    |
| Barbara Medvešček         | Diana, njena hči                             | 1-2    |
| Matevž Müller             | Matthias, njen sin                           | 1-2    |
| Ostali                    |                                              |        |
| Vojko Belšak              | Maksimilijan-Maks, Jankov polbrat            | 1-2    |
| Lea Mihevc                | Veronika, Maksova partnerka                  | 1-2    |
| Patrizia Jurinčič Finžgar | Jerca Zajc, Lukova zaročenka                 | 1-2    |
| Alenka Tetičkovič         | Nataša Zajc, Jerčina mati                    | 1-2    |
| Jernej Kuntner            | Nace Grošelj                                 | 1-2    |
| Barbara Vidovič           | Vlasta Grošelj, njegova žena                 | 1      |
| Niko Zagode               | Severin Jug, župnik                          | 1-2    |
| Nejc Jezernik             | Timi Brglez                                  | 1-2    |
| Dejan Krupić              | Kalindi                                      | 1-2    |
| Gorka Berden              | Sergeja-Gea Rihter                           | 1-2    |
| Goran Hrvaćanin           | Darjan Komočar                               | 1-2    |
| Ludvik Bagari             | Samo Smuk                                    | 1-2    |
| Romana Šalehar            | Silvija Smuk                                 | 2      |
| Blaž Dolenc               | Svit Smuk                                    | 2      |
| Beti Strgar               | Stela Smuk                                   | 2      |
| Lara Jankovič             | Estera Kobilca                               | 2      |
| Gorazd Jakomini           | Valter Kobilca                               | 2      |
| Borut Doljšak             | Anže Šuster                                  | 2      |
| Karin Komljanec           | Simona Šuster                                | 2      |
| Mirjana Šajinović         | Tamara Zoldoš                                | 2      |
| Saša Mihelčič             | Mojca Grafenauer                             | 2      |
| Barbara Krajnc Avdić      | Bernarda Pšeničnik                           | 1      |
| Damir Leventič            | Miran Šabec                                  | 1-2    |
| Peter Harl                | Zdravko Lesar                                | 2      |
| Vojko Zidar               | Fonzi Grabar                                 | 1-2    |
| Alenka Kraigher           | Kristina Jug                                 | 2      |
| Admir Babić               | Mare                                         | 1      |
| Eva Jurko                 | Vanesa Benkovič                              | 1      |
| Brane Grubar              | Bine                                         | 1      |
| Tanita Rose               | Prodajalka                                   | 1      |
| Timotej Vrabl             | Tadej                                        | 1      |
| Teja Sedovšek             | Vokalistka Lara                              | 1-2    |
| Marijan Hinteregger       | Borut Lončar                                 | 2      |
| Živa Hernaus              | Erika                                        | 2      |

## Liki v drugih serijah
| Igralec                   | Usodno vino | Reka ljubezni | Najini mostovi | Sekirca v med |
| ------------------------- | ----------- | ------------- | -------------- | ------------- |
| Jožef Ropoša              | X           | X             |                | X             |
| Mojca Funkl               | X           | X             |                | X             |
| Mila Peršin               |             |               |                | X             |
| Lea Cok                   |             |               |                | X             |
| Luka Bokšan               |             |               |                | X             |
| Jožica Avbelj             |             |               |                | X             |
| Barbara Medvešček         | X           |               |                | X             |
| Matevž Müller             | X           |               |                | X             |
| Vojko Belšak              |             | X             |                | X             |
| Lea Mihevc                |             | X             |                | X             |
| Patrizia Jurinčič Finžgar |             |               |                | X             |
| Jernej Kuntner            | X           |               | X              | X             |
| Alenka Tetičkovič         |             |               | X              | X             |

## Predvajanje
| Epizode       | Dnevi predvajanja    | Ura predvajanja | Ura predvajanja |
| ------------- | -------------------- | --------------- | --------------- |
| 1. SEZONA     |                      |                 |                 |
| 1. - 45. del  | ponedeljek - petek   | 20.00           |                 |
| 46. - 64. del | ponedeljek - četrtek | 20.00           |                 |
| 65. - 74. del | ponedeljek - petek   | 20.00           |                 |
| 75. del       | ponedeljek           | 20.00           |                 |
| 2. SEZONA     |                      |                 |                 |
| 1. - 20. del  | ponedeljek - petek   | 20.00           |                 |
| 21. - 47. del | sreda - petek        | 20.00           |                 |
| 48. - 51. del | sreda - četrtek      | 20.00           |                 |
| 52. - 55. del | torek - petek        | 20.00           |                 |
| 56. - 75. del | ponedeljek - petek   | 17.55           |                 |